# Albert Cohen
Albert Cohen (Corfu, 16 augustus 1895 – Genève, 17 oktober 1981) was een Zwitsers Franstalig dichter en roman- en toneelschrijver. Zijn werk is sterk beïnvloed door zijn joodse geloof. Zijn naam werd ooit genoemd als kandidaat van de Nobelprijs voor Literatuur.

## Biografie
Abraham Albert Cohen werd geboren in 1895 op het Griekse eiland Corfu in een familie van zeepfabrikanten. Hij behoorde er tot de sefardische gemeenschap, waarvan zijn grootvader voorzitter was. De joodse naam Cohen stamt af van Aäron.

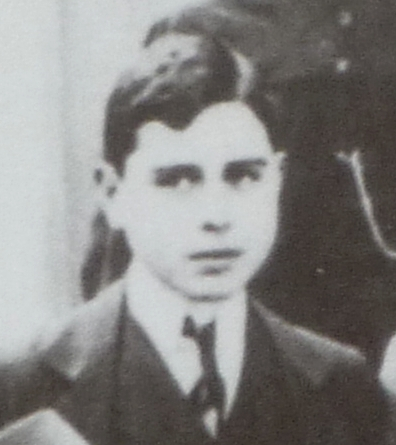
Albert Cohen als scholier (1909)

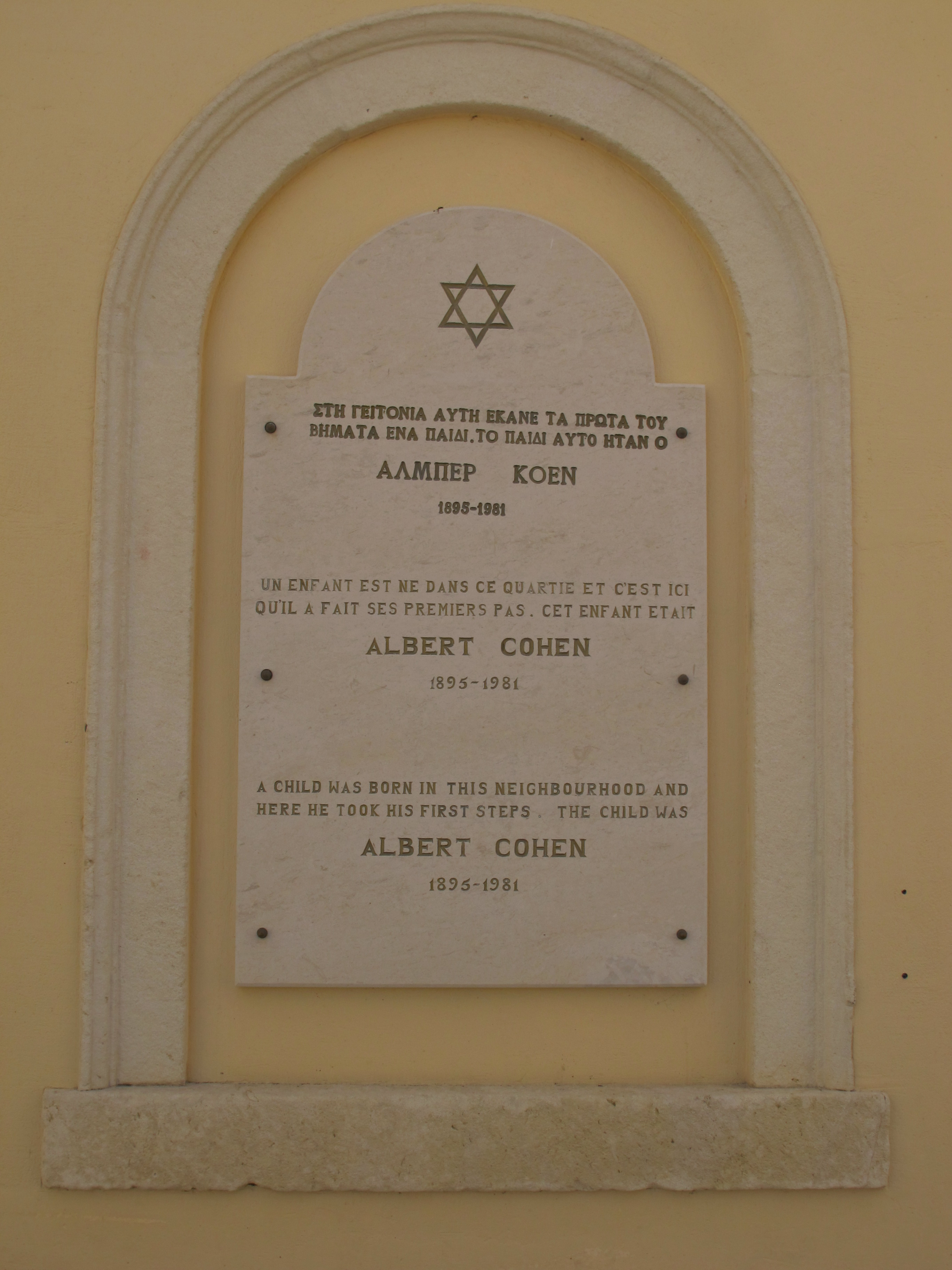
Gedenksteen bij de synagoge van Corfu

Na een jodenvervolging verhuisden zijn ouders omstreeks 1900 naar het Zuid-Franse Marseille, waar ze een winkel in eieren en olijfolie begonnen. Deze periode beschreef Cohen later in zijn boek Le Livre de ma mère (1954). In Marseille bezocht hij een katholieke privéschool. Op zijn tiende verjaardag schold een straatventer hem uit voor "vuile jood", wat later de aanleiding vormde voor het boek Ô vous, frères humains (1972). Als klein jongetje wilde hij weglopen van huis. Op het station Saint-Charles sloot hij zich op in het toilet en schreef er op de muur: "Leve de Fransen!". Vanaf 1904 bezocht hij het lyceum Thiers. In 1909 raakte hij bevriend met de latere schrijver en filmregisseur Marcel Pagnol. In 1913 behaalde hij zijn middelbareschooldiploma, met als opmerking "redelijk goed".
In 1914 verliet Cohen Marseille en vestigde zich in het Zwitserse Genève, waar hij zich inschreef aan de faculteit rechten. Vanaf dat moment zette hij zich in voor het zionisme, hoewel hij nooit naar Israël zou gaan. Na het behalen van zijn diploma in 1917 studeerde hij tot 1919 aan de faculteit letterkunde. In datzelfde jaar trouwde hij met Elisabeth Brocher en verruilde hij zijn Ottomaanse nationaliteit voor de Zwitserse. Zonder succes trachtte hij als advocaat aan de slag te komen in Alexandrië. In 1921 werd hun dochter Myriam geboren. Drie jaar later overleed Elisabeth ten gevolge van kanker.
In 1925 kreeg Cohen de leiding van het joodse tijdschrift la Revue juive in Parijs. Tot de redactieraad behoorden onder anderen Albert Einstein en Sigmund Freud. Van 1926 tot 1931 was hij ambtenaar bij de diplomatieke afdeling van de Internationale Arbeidsorganisatie in Genève. Die ervaring vormde de inspiratie voor de personages Adrien Deume en Solal des Solal in zijn boek Belle du Seigneur (1968). In 1931 hertrouwde hij met Marianne Goss, van wie hij later weer zou scheiden.

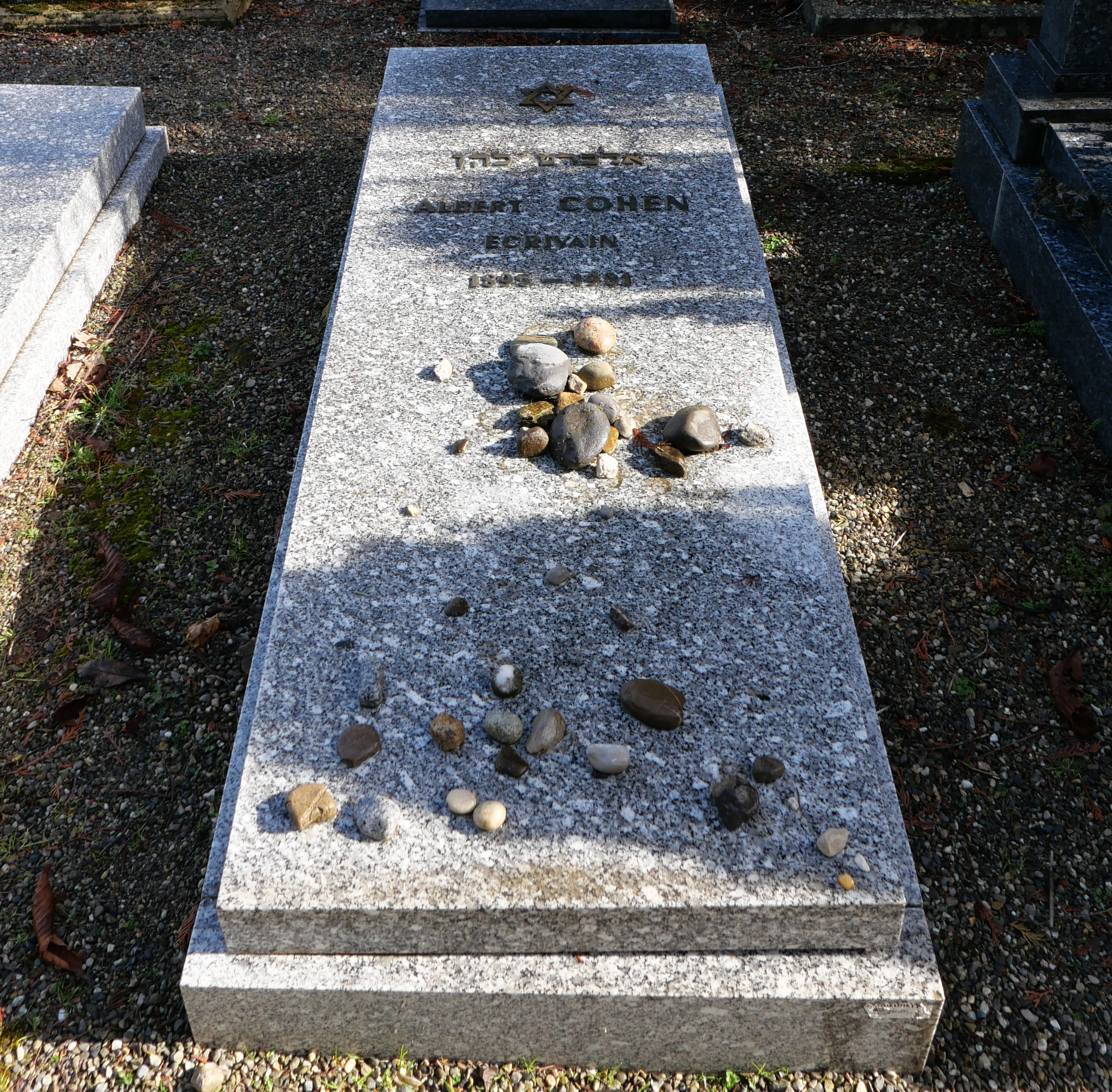
Cohens graf op de Joodse begraafplaats van Veyrier, waarvan de ingang zich op het grondgebied van het Zwitserse kanton Genève bevindt, terwijl de graven zich aan de Franse kant van de grens bevinden

Na de Duitse invasie in Frankrijk in mei 1940 vluchtte Cohen aanvankelijk naar Bordeaux, later naar Londen. In 1941 poogde hij de politieke en intellectuele vluchtelingen in Londen te hergroeperen in een internationale geallieerde commissie van voorstanders van het zionisme. Inderdaad waren veel vooraanstaande joden bereid hun eigen politieke toekomst op het spel te zetten door zich ervoor in te zetten om de joden van Europa te redden door middel van de stichting van een joodse staat. De langjarige propaganda van Cohen was daarmee niet langer actueel. Daarenboven besefte de Jewish Agency, vanaf het moment dat de Verenigde Staten deelnamen aan de oorlog, dat de toekomst van het zionisme afhankelijk zou zijn van Amerika, meer dan van Europa. Cohen kreeg de taak van de Jewish Agency om in het Mandaatgebied Palestina contacten te leggen met de diverse regeringen in ballingschap. Cohen ergerde zich aan het wantrouwen van de superieuren van de Jewish Agency. In januari 1944 nam hij ontslag, ontgoocheld over de zionistische beweging. In 1943 overleed zijn moeder in Marseille. Datzelfde jaar ontmoet hij zijn derde vrouw, Bella Berkowich. In 1944 werd hij juridisch raadgever bij de internationale regeringscommissie voor vluchtelingen waartoe onder andere Frankrijk, het Verenigd Koninkrijk en de Verenigde Staten behoorden. Hij kreeg er onder andere de taak om het internationaal akkoord van 15 oktober 1946 betreffende het statuut en de bescherming van vluchtelingen uit te werken.
In 1947 keerde Cohen terug naar Genève. Hij werd er directeur van een van de gespecialiseerde instellingen van de Verenigde Naties. In 1957 weigert hij het aanbod om ambassadeur van Israël te worden omdat hij zich meer wilde toeleggen op zijn literaire loopbaan. 
In 1970 werd Cohen benoemd tot ridder in het Legioen van Eer. In de jaren 1970 kampte Cohen met depressies; in 1978 bezweek hij bijna aan anorexia, wat ertoe leidde dat hij na zijn tachtigste zijn levenswijze radicaal wijzigde. De jaren die hem nog restten gebruikte hij om het werk van zijn goede vriend Pagnol te promoten. Op 4 oktober 1981 brak hij een rib, aan de gevolgen waarvan hij twee weken later op 87-jarige leeftijd overleed. Hij werd begraven op de Joodse begraafplaats van Veyrier, bij Genève.

## Schrijverscarrière
In 1921 publiceerde Cohen Paroles juives, een dichtbundel. In 1930 verscheen zijn eerste roman, Solal, het eerste deel van een reeks boeken met als overkoepelende titel "La geste des juifs" of "Solal et les Solal". De roman, die als het ware Belle du Seigneur aankondigde, gaat over de jeugd en de eerste liefdes van een jonge Griek op het eiland Kefalonia. Het boek kreeg in Frankrijk uitzonderlijk lovende kritieken. Zijn werk werd vertaald in verschillende talen en kent wereldwijd succes. De International Herald Tribune repte van "een verbazingwekkend oeuvre". In The New York Times werd Cohen beschreven als "James Joyce, Erskine Caldwell en Rabelais samengebracht, met daarenboven de magie van Duizend-en-een-nacht". Engelse, Oostenrijkse, Italiaanse en Zwitserse critici uitten zich in vergelijkbare bewoordingen. In 1938 volgde Mangeclous. Aan de analyses van gevoelens worden de misleidende opmerkingen van de Volkerenbond toegevoegd. Na zestien jaar stilte volgde in 1954 Le livre de ma mère, een aangrijpend portret van zijn moeder, een eenvoudige maar goed mens is, die hij later nog zou vermelden in Carnets (1978).

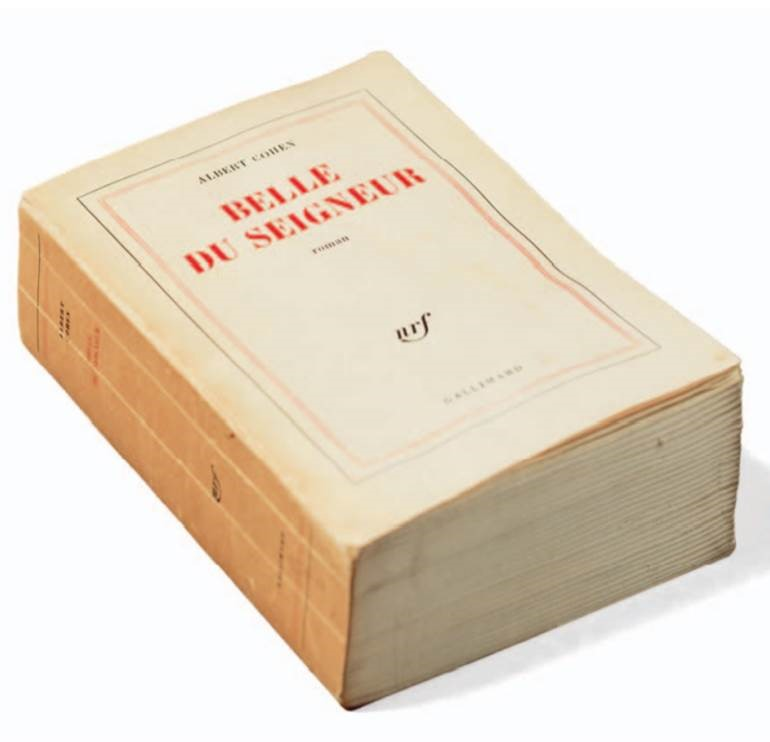
Belle du Seigneur (1968)

1968 was het jaar van de bevestiging voor Albert Cohen, het jaar waarin hij zijn meesterwerk publiceerde: Belle du Seigneur. Het werk werd bekroond met de Grand Prix du roman de l'Académie française. Belle du Seigneur wordt door sommigen, onder wie Joseph Kessel, als de centrale roman van de Franse literatuur beschouwd. Het is een tijdloze lofzang aan de vrouw, een onderwerp van fascinatie en wanhoop voor de auteur. De verleidingsles die Solal geeft aan Ariane in hoofdstuk XXXV, boort de hoop op een liefde die niet op een oorlogsstrategie gebaseerd is, nog sneller en meedogenlozer de grond in dan Les Liaisons dangereuses. Het boek werd een groot succes.
In 1979 publiceerde hij Carnets 1978 en vertelde hierover in interviews. Een televisie-interview door Bernard Pivot, gefilmd in zijn Geneefse huis aan de Krieglaan 7, zette hem even in de spotlights van de literaire wereld. Het Magazine littéraire wijdde een nummer aan hem. In mei 1981 publiceerde hij zijn laatste tekst in Le Nouvel Observateur, een eerbetoon aan de liefde van zijn vrouw en tevens een getuigenis van zijn angst voor de dood.

## Werken (selectie)
- 1921 - Paroles juives (gedichten)
- 1930 - Solal (Solal, vert. Paul Syrier, 1984)
- 1938 - Mangeclous
- 1954 - Le livre de ma mère (autobiografisch verhaal) (Het boek van mijn moeder, vert. Paul Syrier, 1987)
- 1956 - Ezéchiel (toneelstuk)
- 1968 - Belle du Seigneur - Grand Prix du roman de l'Académie française (De uitverkorene van de heer, vert. Paul Syrier, 1985/2012)
- 1969 - Les valeureux
- 1972 - Ô vous, frères humains
- 1979 - Carnets 1978